# Menetou-Râtel
Menetou-Râtel é uma comuna francesa na região administrativa do Centro, no departamento Cher. Estende-se por uma área de 28,41 km². Em 2010 a comuna tinha 485 habitantes (densidade: 17,1 hab./km²).